# Ted Elliott
Pour les articles homonymes, voir Elliott.
Ted Elliott est un scénariste américain né en 1961. Il est l'auteur du scénario de nombreux grands succès du cinéma américain de ces dernières années comme Shrek ou Pirates des Caraïbes.

## Filmographie

### Scénariste
- 1989 : Little Monsters
- 1992 : Aladdin
- 1994 : Les Maîtres du monde
- 1998 : Le Masque de Zorro
- 1998 : Godzilla
- 1998 : Small Soldiers
- 2001 : Shrek
- 2003 : Pirates des Caraïbes : La Malédiction du Black Pearl
- 2004 : Benjamin Gates et le Trésor des Templiers (National Treasure)
- 2005 : La Légende de Zorro
- 2006 : Pirates des Caraïbes : Le Secret du Coffre Maudit
- 2007 : Pirates des Caraïbes : Jusqu'au bout du monde
- 2008 : Benjamin Gates et le livre des secrets
- 2008 : Les Chroniques de Spiderwick
- 2011 : Pirates des Caraïbes : La Fontaine de jouvence
- 2013 : Lone Ranger, naissance d'un héros

### Producteur
- 2001 : Shrek
- 2006 : Déjà vu

## Récompenses et nominations
- Oscars du cinéma :
  - 2001 : nomination pour l'Oscar du meilleur scénario adapté pour Shrek